# Col de Sainte Lucie

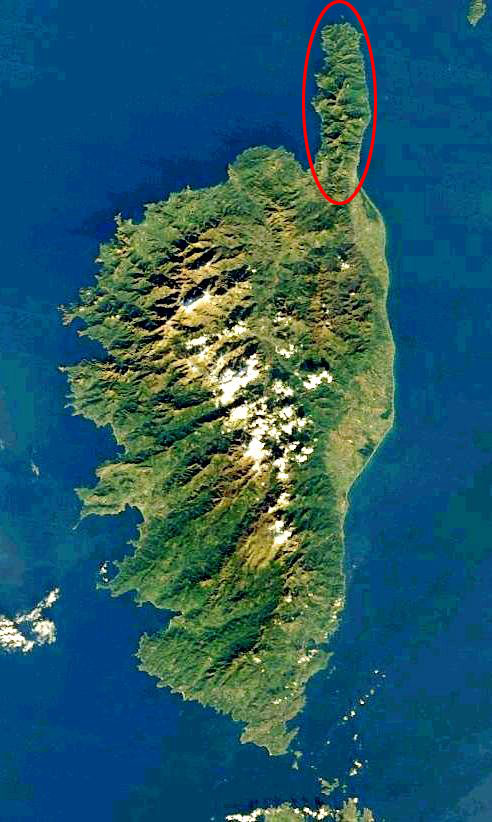
Veduta satellitare della Corsica: in evidenza il capo Corso

Il Col Santa Lucia (in corso Bocca di Santa Lucia) (381 m) è un passo che collega i due versanti di Capo Corso tra i paesi di Pino e Luri.
È il passo più a nord della Corsica e si trova nella Corsica settentrionale.
È attraversato dalla D 180.